# Karl Ormsson (Gumsehuvud)
Karl Ormsson (Gumsehuvud) till Bjurum, död något av åren 1443–1446, var ett svenskt riksråd. 

## Biografi
Karl Ormsson var son till Orm Folkesson som var anhängare till Albrekt av Mecklenburg. Han vann insteg inom högadeln genom giftermål med Nils Erengislessons systerdotter Märta Gregersdotter. Han deltog vid riksmöten 1429, 1430, 1433 och 1434 men kan beläggas som riksråd först vid mötet i Arboga januari 1435.
Tillsammans med biskoparna Knut och Tomas, riddarna Nils Gustafsson (Rossviksätten), Gotskalk Bengtsson (Ulf), Nils Erengislesson och Bengt Stensson (Natt och Dag), väpnarna Nils Jönsson, Karl Gädda, Matts Ödgislesson Lillie och Johan Karlsson (Färla) var Karl Ormsson  var ett av de svenska riksråd som år 1434 vid ett möte i Vadstena undertecknade en misstroendeklaration mot kung Erik där riksråden avsade sig sin tro och huld till kungen och förklarade honom för rikets fiende. I egenskap av riksråd undertecknade han rådets brev till Tyska orden den 9 juni 1435.
Han fick Västerås slott i förläning med underliggande län, blev riddare vid Kristofers kröning 1441 i Uppsala domkyrka. I sitt första giftermål var han far till drottning Katarina, Karl Knutssons andra gemål.